# Shamsuddin Amiri
Shamsuddin Amiri (født 12. februar 1985 i Kabul) er en afghansk fodboldspiller, hvis position på fodboldbanen er som målmand.

## Spillerkarriere
Shamsuddin Amiri spiller for Kabul Bank FC og bærer nummer 1 på ryggen på landsholdet. Trods sin 22 år gammel er han den mest erfaren spiller på det afghanske landshold med 28 landskampe bag sig. Til trods for tilbud fra europæiske klubber er han forblevet i sit hjemland. I iuni 2007 fik Amiri overrakt prisen som Afghanistans bedste spiller foran spillere såsom Qadami Hafizullah fra Kabul Bank FC og Obaidullah Karimi fra Eintracht Norderstedt.